# Bocja syjamska
Bocja syjamska (Yasuhikotakia morleti) – gatunek słodkowodnej ryby karpiokształtnej  z rodziny Botiidae. Wcześniej była zaliczana do rodzaju Botia. Popularna w akwarystyce. 

## Występowanie
Mekong – Tajlandia i Kambodża.

## Opis
Ryby stadne, dość agresywne. Powinny przebywać w grupie przynajmniej kilku osobników. Wydają dźwięki przypominające mlaskanie i trzeszczenie. Mogą przebywać z dość dużymi rybami innych gatunków. Żywią się głównie ślimakami, które sprawnie wydobywają z muszli, a także skorupiakami i larwami owadów. Dorastają do około 10 cm.

## Warunki w akwarium
| Zalecane warunki w akwarium | Zalecane warunki w akwarium                          |
| --------------------------- | ---------------------------------------------------- |
| Zbiornik                    | średni, gęsto obsadzony roślinami, wskazane kryjówki |
| Temperatura wody            | 24–28 °C                                             |
| Twardość wody               | miękka do średnio twardej 4–12°n                     |
| Skala pH                    | 6,0–7,2                                              |
| Pokarm                      | żywy, mrożony i suchy                                |